# Белогузи јастреб
Белогузи јастреб (Parabuteo leucorrhous) је врста птице грабљивице из породице јастребова. Насељава Аргентину, Парагвај, Боливију, Перу, Еквадор, Колумбију, Венецуелу и Бразил.

## Опис
Перје му је већим делом тамно смеђе, очи су црвене, а ноге жуте боје.

## Станиште
Његово природно станиште су суптропске и тропске влажне планинске шуме.